# Czesi
Czesi (cz. Češi) – naród zachodniosłowiański zamieszkujący głównie obszar Czech i będący ich głównym składnikiem ludnościowym; mniejsze zbiorowości występują także w USA, Kanadzie, Niemczech, Słowacji, Argentynie, Australii, Austrii, Szwajcarii i in. Przynależność do narodu czeskiego deklaruje ok. 12 mln osób.
Czesi posługują się językiem czeskim oraz pismem łacińskim (wariantem czeskim). 34,5% Czechów stanowią ateiści bądź agnostycy, a 10,3% katolicy, niezdeklarowani 44,7%.

## Grupy etnograficzne
W ramach narodu czeskiego wyróżnia się kilka grup etnograficznych – Chodowie, Pilzniacy, Błociacy, Dulebowie, Góracy, Hanacy, Słowacy Morawscy, Podłężacy, Wałasi i Lachowie (cz. Laši, zamieszkujący Lašsko) – które w przeszłości różniły się zwyczajami i używanym dialektem. Różnice te po II wojnie światowej zaczęły się zacierać, dotąd jednak wiele z nich da się zauważyć.

## Etnogeneza
Etnogeneza Czechów rozpoczęła się w X wieku, kiedy doszło do zjednoczenia zachodniosłowiańskich plemion zamieszkujących od V – VI w. obszar Czech właściwych – Czechów, Deczan, Dulebów, Cheban, Lemuzów, Litomierzycy, Łuczan, Pszowian, Siedliczan i Zliczan – pod władzą czeskich Przemyślidów. Po przyłączeniu do tego państwa Moraw na pocz. XI wieku zaczął się formować średniowieczny czeski „naród” obejmujący zjednoczone plemiona czeskie, morawskie i śląskich Gołęszyców. W XIII w. rozpoczęła się niemiecka kolonizacja ziem czeskich, w wyniku której powstało niemieckojęzyczne zachodnie i północne pogranicze (Kraj Sudetów) oraz liczne niemieckie wyspy językowe.
Nowoczesny naród czeski zaczął się kształtować od połowy XIX wieku (Wiosna Ludów). Odrodzenie narodowe pozwoliło, aby w 1918 r. po trzystu latach od faktycznego końca czeskiej państwowości Czechy (Czechosłowacja) powróciły na mapę Europy. Po wysiedleniu Niemców, do którego doszło po II wojnie światowej, Czechy stały się państwem jednolitym etnicznie – Czesi stanowią 94% ludności.